# Beameromyia incisuralis
Beameromyia incisuralis är en tvåvingeart som beskrevs av Scarbrough och Page 2005. Beameromyia incisuralis ingår i släktet Beameromyia och familjen rovflugor. Inga underarter finns listade i Catalogue of Life.